# Apple QuickTake

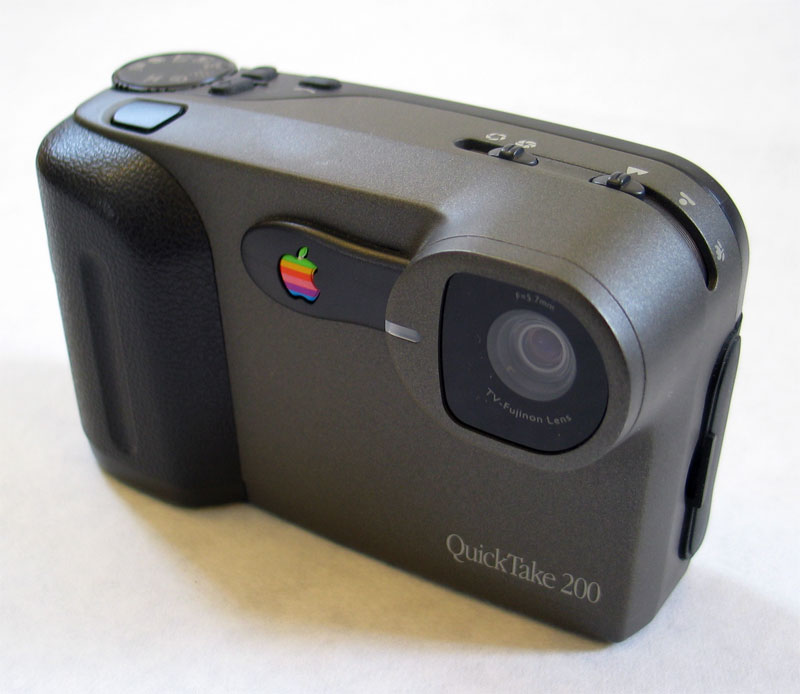
QuickTake 200.

Le QuickTake d'Apple est historiquement l'un des premiers appareils photo numériques grand public. Il a été lancé en 1994.
Trois modèles du QuickTake ont été produits : le 100, le 150 (coproduit avec Kodak) et le 200 (produit par Fujifilm), tous avec une définition de 640 × 480 pixels. Le modèle 200 est quant à lui uniquement compatible avec les Macintosh, tandis que les 100 et 150 fonctionnent également sur PC sous Windows.

## Histoire
Apple Computer commence en 1992 le développement du QuickTake, sous le nom de code Venus. À cette période, environ 12 milliards de dollars sont dépensés pour la photographie chaque année aux États-Unis : le marché semble donc prometteur.
Le QuickTake 100 est achevé en 1994 : il est plutôt facile à utiliser et ne nécessite pas de matériel supplémentaire pour exploiter ses images — n'importe quel Mac contemporain équipé d'un port série suffisait. En 1995, Apple sort un kit de connexion rendant le QuickTake 150 utilisable avec Windows. Une mise à jour du QuickTake 100, vendue sous le nom QuickTake 100 Plus, permet de transformer un modèle 100 en modèle 150 à travers une mise à jour de firmware à effectuer en usine. Le dernier modèle, le 200, sort en 1996.
Malgré ses innovations, le Quicktake s'est mal vendu et a souffert de l'arrivée d'autres compagnies (Kodak, Fujifilm, Canon ou Nikon) dans le domaine de la photographie numérique. Sa production est arrêtée en 1997 peu après le retour de Steve Jobs à la direction d'Apple. Depuis, il est assez populaire comme objet de collection auprès des fans de la marque à la pomme.

## Galerie

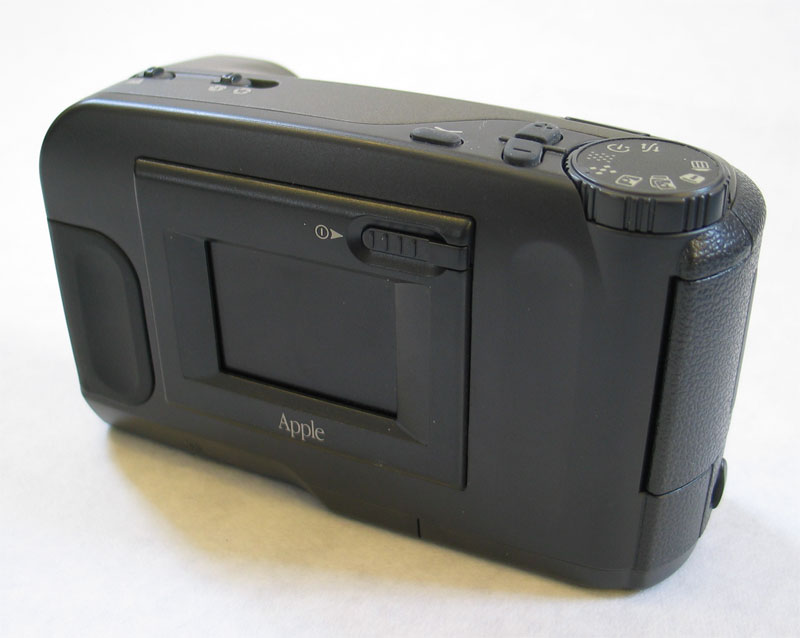
QuickTake 200 de dos
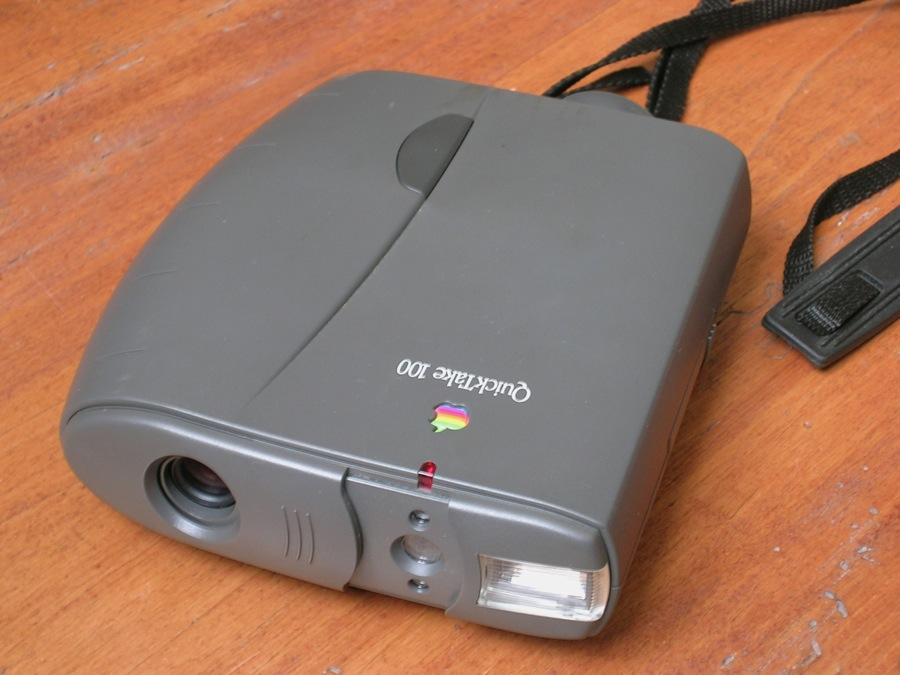
QuickTake 100
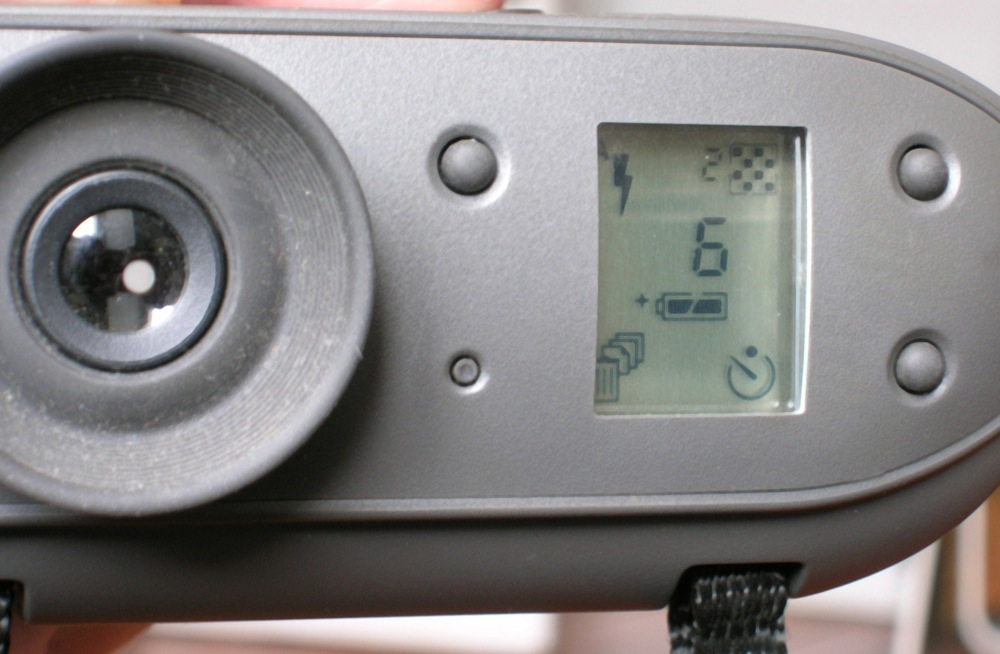
QuickTake 100 de dos
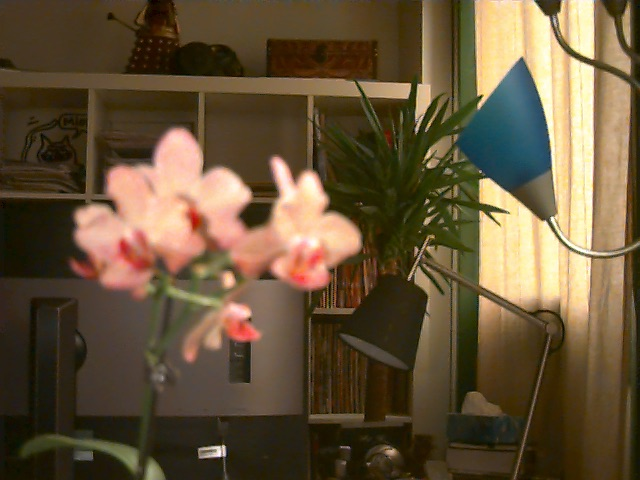
Une photo prise avec un QuickTake 150

## Spécifications
|                   | 100                              | 100 Plus                        | 150                              | 200                              |
| ----------------- | -------------------------------- | ------------------------------- | -------------------------------- | -------------------------------- |
| Image             | 24-bit                           | 24-bits                         | 24-bit                           | 24-bit                           |
| Résolution        | 640 × 480 pixels                 | 640 × 480 pixels                | 640 × 480 pixels                 | 640 × 480 pixels                 |
| Format des images | PICT QuickTake                   | TIFF, BMP, PCX, JPEG, QuickTake | TIFF, BMP, PCX, JPEG, QuickTake  | TIFF, BMP, PCX, JPEG, QuickTake  |
| Objectif          | 8 mm                             | 8 mm                            | 8 mm                             | 8 mm                             |
| Mémoire           | 1 MB Flash EPROM                 | 1 MB Flash EPROM                | 1 MB Flash EPROM                 | 2-4 MB, carte SmartMedia 5 V     |
| Vitesse           | 1/30 s à 1/175 s                 | 1/30 s à 1/175 s                | 1/30 s à 1/175 s                 | 1/4 s à 1/5000 s                 |
| Connexion         | GeoPort, RS-232C                 | RS-422                          | RS-422, RS-232C                  | RS-232C serial, NTSC vidéo I/O   |
| Introduit         | Janvier 1994 (source Mactracker) | Août 1995                       | Mai 1995                         | janvier 1997 (source Mactracker) |
| Arrêt             | Mai 1995 (source Mactracker)     | Décembre 1995                   | Janvier 1997 (source Mactracker) |                                  |
| Prix de départ    | 749 $                            | 200 $ (en plus du prix du 100)  | 700 $                            | 600 $                            |